# 부신종양
부신종양(adrenal tumor, adrenal mass)은 부신의 양성 또는 악성 신생물이며, 그 중 일부는 내분비 호르몬을 과잉 생산하는 경향이 있다. 부신암(adrenal cancer)은 악성 부신 종양의 존재이며 신경모세포종, 부신피질 암종 및 일부 부신 갈색세포종을 포함한다. 대부분의 부신 갈색세포종과 모든 부신피질 선종은 양성 종양으로 주변 조직을 전이하거나 침범하지는 않지만 호르몬 불균형으로 심각한 건강 문제를 일으킬 수 있다.